# Ash (roman)
Ash est un roman de fantasy young adult, écrit par Malinda Lo et publié pour la première fois en 2009,.
Il s'agit d'une réinterprétation du conte de fées Cendrillon, dans laquelle le personnage principal, Ash, est une adolescente lesbienne,,,. Le roman est centré sur l'histoire familière de Cendrillon, dont le père s'est récemment remarié et qui se lamente sur la misère de sa nouvelle vie avec des demi-sœurs et une belle-mère,,. Le coup de théâtre survient lorsque Ash tombe amoureuse de Kaisa, la chasseresse respectée du roi, alors qu'elle s'était engagée auprès du prince des fées sombres Sidhean.

## Résumé
Aisling (prononcé Ash-ling), surnommée Ash par ses amis, est une adolescente dont la mère était autrefois apprentie chez le sorcier local. Quelque temps après la mort de la mère d'Ash, son père, un marchand, part en voyage d'affaires et revient marié à une femme qui a deux filles, dont l'aînée, Ana, qui a l'âge d'Ash. Peu après leur emménagement, le père d'Ash tombe gravement malade et, au lieu de laisser les Greenwitch s'occuper de lui, la belle-mère d'Ash l'emmène en ville pour qu'il soit soigné par leurs Philosophes, qui le saignent et causent sa mort, comme les Greenwich l'avaient prévenu.
Après la mort de son père, la belle-mère de Ash découvre qu'il était très endetté et vend la maison d'enfance d'Ash pour tenter de rembourser une partie de ses dettes. La belle-mère déclare également que pour gagner sa vie, Ash servira de domestique dans sa maison, car elle doit licencier le reste du personnel parce qu'elle n'a plus les moyens de le garder. La seule source de réconfort d'Ash est la lecture de contes de fées à la lueur du feu chaque soir. Ash souhaite que les fées l'emmènent dans leur monde où tous ses rêves deviendront réalité, comme elle l'a souhaité lorsqu'elle était petite fille.
Une nuit, le mystérieux et sinistre prince des fées Sidhean (prononcé She-ann) trouve Ash en train d'errer dans les bois sur un chemin enchanté qui relie la nouvelle maison d'Ash à son ancienne, où sa mère a été enterrée. Sidhean avertit Ash de ne pas emprunter ce chemin et d'arrêter de le chercher, mais Ash n'écoute pas et le cherche à plusieurs reprises. Sidhean finit par offrir à Ash une magnifique cape et un pendentif, mais même si Ash le supplie de la garder à ses côtés dans le royaume des fées, il lui dit toujours qu'« il n'est pas temps ».
Un jour, Ash rencontre Kaisa, une noble et la chasseresse du roi. Ash et Kaisa se lient d'une profonde amitié et Kaisa finit par apprendre à Ash à monter à cheval et l'invite à la chasse du roi. Cependant, craignant que sa belle-mère ne l'y autorise, Ash demande à Sidhean de l'aider et de la déguiser. Sidhean accepte mais dit à Ash qu'il y a un prix à payer : s'il exauce son souhait, elle lui appartiendra. Ash accepte, pensant que c'est sa chance de quitter enfin sa belle-mère et d'entrer dans le royaume des fées. Cependant, Ash commence à tomber amoureuse de la belle et forte Kaisa. Espérant la revoir, Ash demande à Sidhean une autre faveur : l'aider à assister à un bal au château, au cours duquel, selon la rumeur, le prince choisira sa future épouse. Sidhean accepte et offre à Ash une bague en pierre de lune qu'Ash croit magique, car elle décrit un sentiment comme si la bague liait son âme à celle de Sidhean. Sidhean lui offre également une magnifique robe bleue et un carrosse pour se rendre au bal, en l'avertissant qu'il ne durera que jusqu'à minuit.
Au bal, Ash accepte sans le savoir l'offre de danse du prince et, bien qu'elle ne sache pas danser, elle se rend compte que ses chaussures et sa robe sont enchantées pour la faire danser à la perfection. Alors qu'elle tente d'échapper au prince, Ash tombe sur Kaisa qui veut savoir où Ash trouve tous ses vêtements et bijoux de fantaisie, car elle sait qu'Ash est une servante. Ash se rend compte que non seulement elle ne peut pas parler de Sidhean à Kaisa, mais qu'elle est maintenant piégée, car tenir sa promesse à Sidhean signifiera ne plus jamais revoir Kaisa. Elle se rend compte qu'elle a de vrais sentiments pour Kaisa, et que Kaisa lui avoue qu'elle a aussi des sentiments pour elle.
Ash quitte le bal plus tard que prévu et sa belle-mère et ses sœurs arrivent à la maison à temps pour la voir encore vêtue de sa robe magique et de ses bijoux. Elles l'accusent de vol et sa marâtre coupe les cheveux d'Ash, la bat et l'enferme dans la cave. Sidhean la sauve cependant et lui dit qu'il a connu sa mère lorsqu'elle était elle-même une jeune fille. Il raconte à Ash qu'il savait que sa mère avait des pouvoirs magiques et qu'il voulait la convaincre de l'accompagner au royaume des fées, mais qu'au lieu de cela, la mère d'Ash a jeté une malédiction sur Sidhean, lui demandant de tomber un jour amoureux d'une fille humaine afin qu'il puisse connaître la douleur qu'il a causée aux autres femmes tombées sous son charme. Sidhean dit à Ash qu'elle est la fille dont il est tombé amoureux, mais qu'il sent aussi que ses sentiments envers lui ont changé.
Lorsque sa belle-mère la libère enfin de la cave, Ash apprend que ses livres ont été brûlés, à l'exception du livre d'herboristerie de sa mère qui était caché dans son manteau. Ash espère que le livre contiendra un indice sur la façon de rompre son accord avec Sidhean, puisqu'elle a maintenant réalisé qu'elle ne veut pas échanger sa vie et qu'elle veut rester dans le monde des humains avec Kaisa. Tout ce qu'elle trouve, ce sont les mots « le savoir le changera », mais elle n'est pas sûre qu'il s'agisse de Sidhean. Finalement, Ash retourne à la ville avec sa belle-mère et ses sœurs qui l'avertissent qu'elle doit rester dans la maison en permanence. Cependant, Gwen, une gouvernante avec laquelle Ash est amie, la convainc de sortir en cachette pour le feu de joie de Yule et Ash s'y rend dans l'espoir de voir Kaisa. Ash y apprend que le prince doit annoncer le choix de sa fiancée le soir même et que Kaisa sera au palais pour l'annonce. Ash y retrouve Kaisa et ils partagent une danse ainsi que leur premier baiser. Ash explique qu'elle doit partir pour régler une dette et qu'elle ne sait pas si elle reviendra un jour.
Ash va rencontrer Sidhean et lui dit que s'il l'aime vraiment, il la libérera et qu'elle n'est prête à passer qu'une nuit dans son monde. Sidhean prévient Ash qu'une nuit dans son monde est très différente d'une nuit dans le monde des humains, mais Ash dit qu'elle comprend et Sidhean accepte ses conditions. Ash demande si cela signifie qu'elle va mourir et Sidhean répond « seulement un peu ». Le lendemain matin, Ash retourne à la maison de la ville pour récupérer ses affaires. Elle prend même le temps de dire au revoir à Clara, la plus gentille de ses demi-sœurs, qui l'informe que le prince n'a pas choisi Ana comme épouse. Ash se rend au château pour retrouver Kaisa qu'elle trouve dans les écuries. Ash dit à Kaisa que sa dette est réglée, qu'elle est libre et elles s'embrassent, Ash promettant de ne plus jamais partir.

## Réception
Publishers Weekly a noté qu'Ash devrait « établir Lo comme une conteuse douée ». Un critique du New York Times a décrit le roman comme « une relecture lesbienne de Cendrillon » et « conventionnelle », mais l'a également qualifié de « sombre et charmant ». Booklist fait des éloges similaires, décrivant le livre comme une « relecture révolutionnaire, mélangeant les genres » de Cendrillon.
Le Deseret Morning News est moins élogieux, notant que « certains éléments majeurs et certaines intrigues s'éloignent de l'histoire bien-aimée ». Et l'un de ces éléments pourrait faire vaciller les lecteurs. Les parents voudront lire le dernier chapitre avant de confier ce livre à leurs adolescents.
Le livre a été banni des écoles publiques du Texas. Il a fait l'objet de plusieurs travaux académiques et est utilisé dans certaines écoles aux États-Unis,.

## Récompenses
Le livre est finaliste du prix Andre-Norton, du prix William C. Morris (en), du prix Lambda Literary pour la littérature LGBT pour enfants/jeunes adultes, et du prix Mythopoeic Fantasy. 
Il est également en lice pour le prix du meilleur roman au Northern California Book Awards 2010, et pour le Kirkus Best Young Adult Novel,.